# Denis Murphy (homme politique canadien)
Pour les articles homonymes, voir Denis Murphy et Murphy.
Denis Murphy (20 juin 1870-1er mai 1947) est un homme politique canadien de la Colombie-Britannique. Il est député provincial indépendant de la circonscription britanno-colombienne de Yale de 1882 à 1894 et de Yale-East de 1894 à 1898.

## Biographie
Né à Lac la Hache en Colombie-Britannique, Murphy étudie à l'Université d'Ottawa. Nommé au barreau de la Colombie-Britannique en 1896 et pratique le droit à Victoria pendant un an. Il se déplace ensuite à Ashcroft où il pratique jusqu'en 1909.
Élu député, il siège au cabinet à titre de Secrétaire provincial en 1902, mais démissionne quelques jours plus tard.
Nommé juge à la Cour suprême de la Colombie-Britannique en 1909, il se retire en 1941. Il siège également au conseil de gouverneurs de l'Université de la Colombie-Britannique,.
En 1911, Murphy soumet une lettre au Vancouver Law Students' Annual sous le nom de Quill en support à l'établissement d'une formation légale institutionnalisé dans la province.
Murphy meurt à Vancouver à l'âge de 76 ans.